# 數碼港道
數碼港道（英語：Cyberport Road）是位於香港香港島南區數碼港的一條道路，是唯一通往數碼港及貝沙灣的道路。北端連接沙灣徑，可經域多利道通往中區；南端則為公共交通主要出入口，連接薄扶林域多利道近瀑布灣一段，通往薄扶林道及香港仔。
道路北端需配合舊有地形，以天橋跨越美麗灣旁的懸崖，於香港大學高級職員宿舍松蔭園外，與沙灣徑中段連接；道路南端同樣以天橋跨越瀑布灣西北的懸崖，繞過貝沙山（Bel-Air Peak）連接域多利道686號以北。

## 歷史
數碼港道是為了配合數碼港發展項目而興建的道路。道路於2001年11月9日獲刊憲命名時，僅為由域多利道通往數碼港工地的道路。域多利道至資訊道的一段道路於2002年4月2日上午10時起正式通車，而連接沙灣徑的一段則要到2005年9月11日才啟用。

## 公共交通

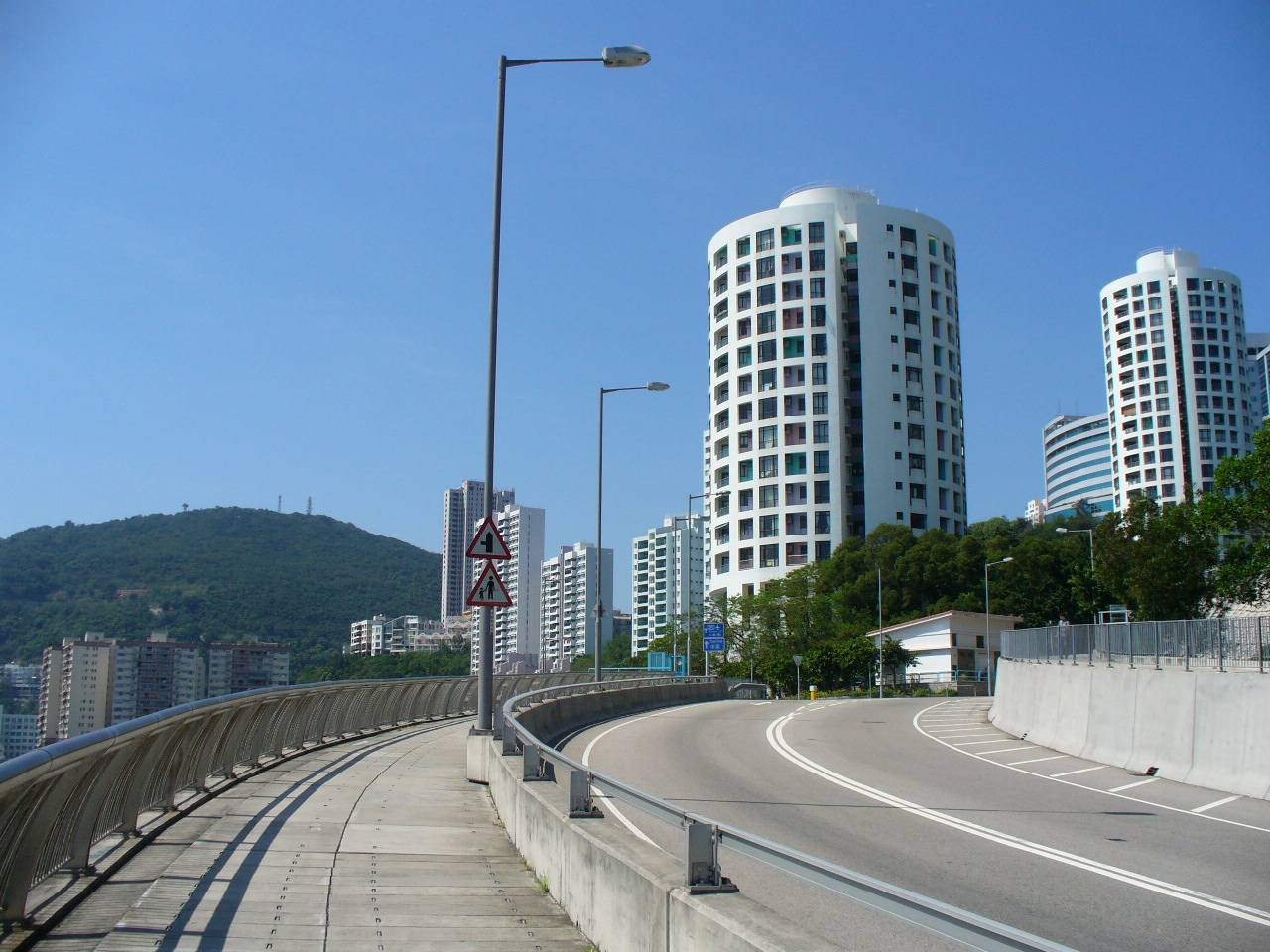
數碼港道近沙灣徑一段，以行車天橋附有行人路形式建造。

## 交匯道路
- 域多利道
- 貝沙山道
- 貝沙徑
- 貝沙灣道
- 資訊道
- 沙灣徑

## 外部連結
數碼港道地圖